# Agrostis borbonica
Agrostis borbonica é uma espécie de gramínea do gênero Agrostis, pertencente à família Poaceae.